# Regierungsbezirk Trier
| Regierungsbezirk Trier                              | Regierungsbezirk Trier                           |
| --------------------------------------------------- | ------------------------------------------------ |
| Bestandszeitraum                                    | 1816–1999                                        |
| Zugehörigkeit                                       | 1816–1946 Rheinprovinz 1946–1999 Rheinland-Pfalz |
| Verwaltungssitz                                     | Trier                                            |
| Anzahl Gemeinden                                    | 557 (1995)                                       |
| Fläche                                              | 4.922,64 km² (1995)                              |
| Einwohner                                           | 503.234 (1995)                                   |
| Bevölkerungsdichte                                  | 102 Einw./km²                                    |
| Lage des Regierungsbezirks Trier in Rheinland-Pfalz |                                                  |
|                                                     |                                                  |

Der Regierungsbezirk Trier war einer der fünf (1969–1999 noch drei) Regierungsbezirke von Rheinland-Pfalz und zuvor einer der sechs Regierungsbezirke der preußischen Rheinprovinz. Er umfasste den Westen des Landes Rheinland-Pfalz. Mit der Umstrukturierung der Landesverwaltung zum 1. Januar 2000 wurden die Regierungsbezirke aufgelöst und die Bezirksregierungen in die Aufsichts- und Dienstleistungsdirektion (ADD) bzw. Struktur- und Genehmigungsdirektionen (SGD) Nord und Süd überführt, die nunmehr für bestimmte Aufgabenbereiche im ganzen Land bzw. Landesteil und nicht mehr für alle Aufgaben innerhalb ihres bisherigen Bezirks zuständig sind. Ihre räumliche Zuständigkeit erstreckt sich daher teilweise auch auf das ganze Land. Der engere Zuständigkeitsbereich der SGD Nord umfasst das Gebiet des früheren Regierungsbezirks Trier zusammen mit dem früheren Regierungsbezirk Koblenz.
Im Jahre 1868 entstand im Auftrag der Königlichen Regierung zu Trier die Saar- und Mosel-Weinbau-Karte für den Regierungsbezirk Trier unter der Leitung des königlichen Kataster Inspectors Steuerrath Clotten.
Sitz des Regierungspräsidiums war ab 1955 das barocke Kurfürstliche Palais, ehemals Residenz der Kurfürsten von Trier.

## Ehemalige Verwaltungsgliederung
|                   | im 19. Jh. (Rheinprovinz) | Einwohnerzahl (1910) | bei Auflösung 1999 (Rheinland-Pfalz)                             |
| Kreisfreie Städte | Saarbrücken (seit 1909)   | 105.089              | (1920 an Saargebiet)                                             |
| Kreisfreie Städte | Trier (seit 1816)         | 49.112               | Trier                                                            |
| Landkreise        | Bernkastel                | 49.110               | Bernkastel-Wittlich (seit 1969)                                  |
| Landkreise        | Wittlich                  | 43.841               | Bernkastel-Wittlich (seit 1969)                                  |
| Landkreise        | Bitburg                   | 47.200               | Bitburg-Prüm (seit 1970)                                         |
| Landkreise        | Prüm                      | 36.312               | Bitburg-Prüm (seit 1970)                                         |
| Landkreise        | Daun                      | 32.881               | Daun                                                             |
| Landkreise        | Trier                     | 94.594               | Trier-Saarburg (seit 1969, Kreis Saarburg 1946 tlw. an Saarland) |
| Landkreise        | Saarburg                  | 34.411               | Trier-Saarburg (seit 1969, Kreis Saarburg 1946 tlw. an Saarland) |
| Landkreise        | Merzig                    | 51.252               | (1920 tlw. an Saargebiet, Rest 1946 an Saarland)                 |
| Landkreise        | St. Wendel                | 55.025               | (1920 tlw. an Saargebiet, Rest 1946 an Saarland)                 |
| Landkreise        | Ottweiler                 | 126.946              | (1920 an Saargebiet, heute Saarland)                             |
| Landkreise        | Saarbrücken               | 170.336              | (1920 an Saargebiet, heute Saarland)                             |
| Landkreise        | Saarlouis                 | 113.025              | (1920 an Saargebiet, heute Saarland)                             |
| Summe             | Summe                     | 1.009.134            |                                                                  |

## Geschichte

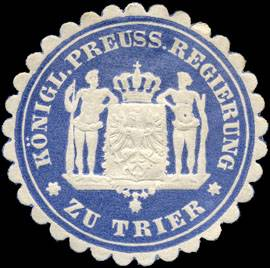
Siegelmarke Königlich Preussische Regierung zu Trier

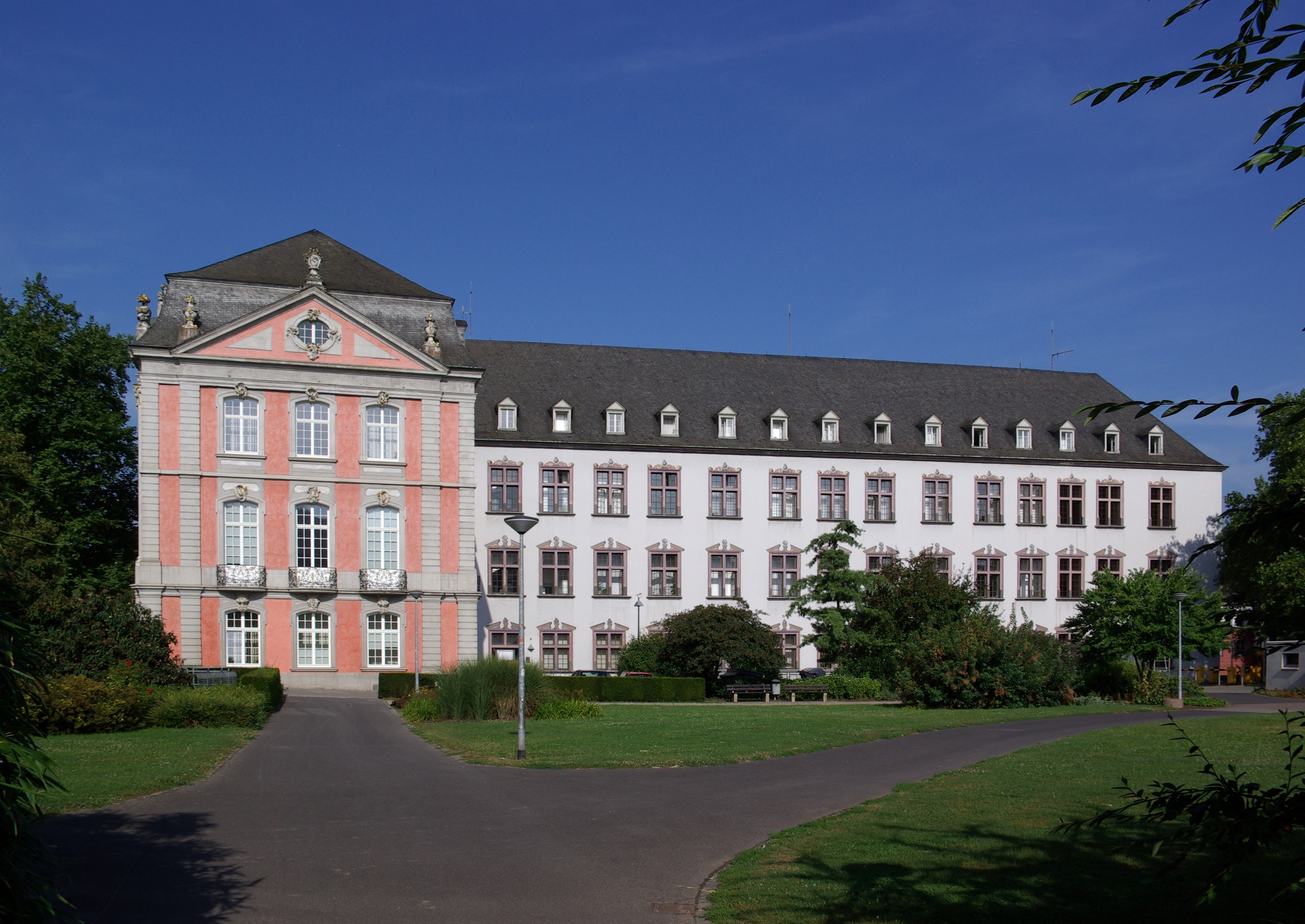
Kurfürstliches Palais in Trier, Sitz des Regierungspräsidiums von 1955 bis zur Auflösung 1999

Die Geschichte des Regierungsbezirks Trier geht bis auf das Jahr 1816 zurück. Damals teilte das Königreich Preußen nach dem Wiener Kongress seine Provinzen in insgesamt 25 Regierungsbezirke ein, u. a. entstand somit auch der Regierungsbezirk Trier innerhalb der Provinz Großherzogtum Niederrhein, ab 1822 Rheinprovinz.
Bis nach dem Ersten Weltkrieg gehörte auch das heutige Saarland (bis auf den Saarpfalz-Kreis und Teile des Landkreises Sankt Wendel) zum Regierungsbezirk Trier. Nach dem Versailler Vertrag wurde das Saargebiet abgetrennt und 1920 unter Völkerbundmandat gestellt, wodurch der Regierungsbezirk Trier in seiner Bevölkerungszahl erheblich verkleinert wurde. Zum Saargebiet gehörten nun Saarbrücken, die Kreise Saarbrücken, Ottweiler und Saarlouis sowie Teile zweier weiterer Kreise: Bei Preußen und damit beim Regierungsbezirk Trier verblieb von dem zum Saargebiet gekommenen Landkreis Merzig lediglich der sog. Restkreis Merzig-Wadern, der nun seinen Sitz in Wadern hatte. Nach dem Zweiten Weltkrieg wurden Stamm- und Restkreis Merzig 1946 wieder vereinigt und gehören seitdem zum Saarland, wo er seit 1964 unter der Bezeichnung Landkreis Merzig-Wadern geführt wird. In gleicher Weise wurde 1920 von dem an das Saargebiet gegebenen Landkreis Sankt Wendel der Restkreis Sankt Wendel-Baumholder abgetrennt, der beim Regierungsbezirk Trier verblieb. Dieser Restkreis wurde jedoch 1937 in den zum Regierungsbezirk Koblenz gehörenden Landkreis Birkenfeld eingegliedert.
Nach dem Zweiten Weltkrieg wurde der Regierungsbezirk Trier 1946 Bestandteil des Landes Rheinland-Pfalz. Hier war er einer von zunächst fünf Regierungsbezirken. Er umfasste hier zunächst den Stadtkreis Trier sowie die Landkreise Bernkastel (heute Landkreis Bernkastel-Wittlich), Bitburg (heute Eifelkreis Bitburg-Prüm), Daun (heute Vulkaneifel), Prüm (heute Eifelkreis Bitburg-Prüm), Saarburg (heute Trier-Saarburg), Trier (heute Trier-Saarburg) und Wittlich (heute Landkreis Bernkastel-Wittlich). Bei Änderungen der Landesgrenze wurden bis 1947 neben der Umgliederung des Restkreises Merzig-Wadern an das Saarland (s. o.) weitere Gemeinden, vor allem aus dem ehemaligen Restkreis Sankt Wendel-Baumholder, aber auch aus dem vor 1937 oldenburgischen Gebiet des Landkreises Birkenfeld an das Saarland angeschlossen.
Bei der Kreisreform, die in Rheinland-Pfalz zwischen 1969 und 1974 vollzogen wurde, wurden die Landkreise zu größeren Verwaltungseinheiten zusammengeschlossen. Von 1974 bis zu seiner Auflösung 1999 umfasste der Regierungsbezirk Trier somit die kreisfreie Stadt Trier und die oben genannten vier Landkreise.

## Regierungspräsidenten
Folgende 30 Personen waren Regierungspräsidenten des Regierungsbezirks Trier:
| - 1816–1825: Daniel Heinrich Delius - 1825–1831: Franz Edmund Josef von Schmitz-Grollenburg - 1831–1834: Ernst von Bodelschwingh der Ältere - 1834–1837: Adalbert von Ladenberg - 1839–1842: Eduard von Schaper - 1842–1848: Rudolf von Auerswald - 1849–1863: Wilhelm Sebaldt - 1863–1865: Julius von Schleinitz - 1866–1870: Konstantin von Gaertner - 1870–1872: Adolf Ernst von Ernsthausen - 1872–1881: Arthur von Wolff - 1881–1888: Berthold von Nasse - 1888–1890: Albert von Pommer Esche - 1890–1899: Adolf von Heppe - 1899–1903: Eduard zur Nedden | - 1903–1908: Alfred von Bake - 1908–1918: Constanz von Baltz - 1918–1920: Wilhelm Momm - 1920–1922: Johannes Fuchs - 1922–1936: Konrad Saaßen - 1936–9999: Rudolf Klein (vertretungsweise) - 1936–1939: Adolf Varain (kommissarisch) - 1939–1945: Heinrich Christian Siekmeier - 1945–1958: Wilhelm Steinlein - 1958–1964: Josef Schulte - 1964–1973: Konrad Schubach - 1973–1981: Julius Saxler - 1982–1991: Gerhard Schwetje - 1991–1997: Walter Blankenburg - 1997–1999: Heinrich Studentkowski |

## Statistik
Für Zwecke der Amtlichen Statistik der Europäischen Union ist in den Grenzen des ehemaligen Regierungsbezirks Trier die NUTS-Region DEB2 Trier eingerichtet worden.
Sie ist nach der Einwohnerzahl die kleinste der 38 deutschen NUTS-2-Regionen und deckungsgleich mit der Region Trier, einer der fünf Planungsregionen in Rheinland-Pfalz.